# Rjútaró Ócuka
Rjútaró Ócuka (japonsky 大塚 柳太郎, Ócuka Rjútaró, v anglicky psaných publikacích Ryutaro Ohtsuka; 10. ledna 1945 – 6. prosince 2022) byl japonský antropolog a ekolog. Působil na Tokijské univerzitě a byl předsedou Národního institutu environmentálních studií. Zabýval se mimo jiné populační ekologií kmene Wipi (nebo také Gidra, Oriomo) na Papui Nové Guineji.

## Život
Rjútaró Ócuka se narodil 10. ledna 1945 v prefektuře Gunma v Japonsku. Vystudoval biologii a antropologii na Tokijské univerzitě, kde získal doktorát v oboru přírodních věd se specializací na humánní ekologii. Akademickou dráhu zahájil jako antropolog zaměřený na vztah mezi lidskými populacemi a jejich životním prostředím. Působil na Tokijské univerzitě, kde se stal profesorem humánní ekologie na fakultě medicíny. Byl známý tím, že propojoval antropologii s ekologií a zdravotními vědami v rámci interdisciplinárního výzkumu lidských populací.
V letech 2005–2009 zastával Ócuka funkci předsedy Národního institutu environmentálních studií (NIES). Po odchodu z této pozice se věnoval vedení dalších odborných institucí zaměřených na výzkum životního prostředí – byl mimo jiné předsedou Centra pro výzkum přírodního prostředí (Šizen kankjó kenkjú Center). Získal renomé předního japonského humánního ekologa, o čemž svědčí i jeho působení ve vědeckých společnostech. Byl například desátým předsedou Japonské společnosti pro environmentální vědy (Kankjó kagaku kai) a později čestným členem této společnosti. Zemřel 6. prosince 2022 ve věku 77 let.

## Dílo
Nejvýznamnější badatelský počin Ócuky je jeho dlouhodobý terénní výzkum na Papui Nové Guineji. Svá šetření zahájil roku 1971 u domorodého kmene Gidra (jazykově též zvaným Wipi či Oriomo) v nížinné oblasti Západní provincie. Zkoumal, jak se Gidrové přizpůsobují tropickému prostředí a jaký je vztah mezi jejich kulturou, způsobem obživy a demografickými ukazateli. Strávil v terénu mnoho let a shromáždil podrobné údaje o 13 gidrských vesnicích. Soustředil se především na strategie přežití a adaptační mechanismy těchto lidí, včetně jejich výživy, způsobu obživy (např. ságových polí), ekonomického chování a demografie.
Ócuka detailně popsal subsistenční systém kmene Gidra – například roli sága jakožto základní potraviny – a ukázal, jak se tato společnost dlouhodobě udržovala v rovnováze s prostředím. Jeho výzkum odhalil výrazné rozdíly mezi jednotlivými vesnicemi z hlediska stravy i demografických ukazatelů, což interpretoval jako důsledek adaptace na místní podmínky. V historickém kontextu zdokumentoval, že do období druhé světové války měly vnitrozemské vesnice Gidrů výhodu lepších podmínek (více lovné zvěře, např. klokanů wallaby, a nižší výskyt malárie), zatímco po válce došlo ke zvýšenému kontaktu s okolním světem. Následkem toho se proměnila strava (např. zavádění nových potravin), poklesla kojenecká úmrtnost a zesílila migrace obyvatel. Ócuka ve svých studiích popsal důsledky těchto změn na populaci Gidrů a shrnul, jak se tradiční mechanismy (např. regulace porodnosti, rozložení zdrojů) vyrovnávaly s nastupující modernizací. Tím přispěl k poznání, jak se domorodé populace adaptují na environmentální i společenské změny v dlouhodobé perspektivě.
Vedle papuánského výzkumu se Ócuka zabýval i širšími otázkami zdraví a ekologie člověka v Asii a Pacifiku. Spolu s kolegy zkoumal například dopady urbanizace na zdraví dětí ve východní Asii či výživové zvyklosti různých populací. Rovněž se podílel na mezinárodních projektech sledujících změny životního prostředí a udržitelné obživy (např. projekt UNU People, Land Management and Environmental Change – PLEC v 90. letech). Jeho interdisciplinární přístup kombinoval metody antropologie, ekologie, demografie a epidemiologie. Tím se stal průkopníkem ekologické antropologie v Japonsku a spoluzaložil Japonskou společnost humanitní ekologie (Seitai džinrui gakkai).
Ócukův vědecký přínos tkví v propojení poznatků o lidské biologii, kultuře a prostředí. Jeho práce ukázaly, že pro pochopení zdraví a přežívání tradičních komunit je třeba zohlednit ekologické souvislosti – například dostupnost zdrojů potravy, nemocnost či migrační strategie – v kombinaci s kulturními praktikami. Takový holistický přístup pomohl lépe porozumět nejen papuánské společnosti Gidrů, ale obecně principům udržitelnosti tradičních způsobů života. 

## Vybrané publikace
- Ohtsuka, Ryutaro. 1983. Oriomo Papuans : ecology of sago-eaters in lowland Papua. Tokyo : University of Tokyo Press
- Ohtsuka, Ryutaro a Tsuguyoshi Suzuki. eds. 1990. Population ecology of human survival : bioecological studies of the Gidra in Papua New Guinea. Tokyo : University of Tokyo Press
- ÓCUKA, Rjútaró; ULIJASZEK, Stanley J. Health Change in the Asia-Pacific Region. [s.l.]: Cambridge University Press, 2012. ISBN 9781107406223.